# Waters Upton
Pour les articles homonymes, voir Upton (homonymie).
Waters Upton est une paroisse civile et un village du Shropshire, en Angleterre.